# Erioloides longinoi
Erioloides longinoi är en insektsart som beskrevs av Naskrecki och Ferdinand Julius Cohn 2000. Erioloides longinoi ingår i släktet Erioloides och familjen vårtbitare. Inga underarter finns listade i Catalogue of Life.